# Marlis Antes-Scotti
Marlis Antes-Scotti (* 1. Februar 1931 in Worms) ist eine deutsche, seit 1957 in der Schweiz lebende Bildhauerin und Zeichnerin.

## Leben und Werk
Marlis Antes-Scotti ließ sich an der Kunsthochschule Mainz von 1950 bis 1953 zur Bildhauerin ausbilden. Anschließend studierte sie an der Akademie der Bildenden Künste München in der Bildhauerklasse von Heinrich Kirchner.
Marlis Antes-Scotti lebt seit 1957 in Zürich und ist Mitglied der Sektion Zürich der GSMBA. 1968 schuf sie für das von Otto Glaus gebaute Exerzitienhaus in Dullikon vierzehn Kreuzwegstationen sowie 1979 Bronzeplastiken für das Altersheim in Weiningen. 
Marlis Antes-Scotti beteiligte sich an Einzel- (bspw. im Kunstverein Konstanz), Gruppen- (Kunsthalle Mannheim, Strauhof, Zürich) und an Messeausstellungen. Ihre Werke sind in den Sammlungen des Kultusministeriums Rheinland-Pfalz, von  Museen in Mainz und Worms sowie in Privatsammlungen vertreten. Marlis Antes-Scotti gehörte von 1998 bis 2009 zu den von Ute Barth vertretenen Künstlern.